# Eleonora Belcamino
Eleonora Belcamino (* 1989 in Catanzaro) ist eine italienische Schauspielerin.

## Leben
Eleonora Belcamino wuchs in der süditalienischen Gemeinde Catanzaro auf. Von 1999 bis 2005 besuchte sie eine Modern Dance-Schule und von 2004 bis 2007 Sprechkurse an Teatrostudio’99 in Catanzaro. Von 2007 bis 2010 studierte sie an der Sapienza Literatur, Musik und Schauspiel mit einem Bachelor-Abschluss (Diploma di Laurea di primo livello). Von 2010 bis 2013 setzte sie ihr Studium in den Fächern Literatur und Philosophie an der Sapienza fort mit einem Masterabschluss in Journalistik.
Sie absolvierte ihre professionelle Schauspielausbildung von 2014 bis 2016 am Centro Sperimentale di Cinematografia in Rom mit einem Abschluss (Diploma corso di Recitazione). Ihr Debüt auf der Theaterbühne hatte sie 2007 in der Rolle der Tuzza in Pirandellos Drama Liolà. Seit dieser Zeit hat sie regelmäßig Rollen an italienischen Theatern übernommen. 
Sie wirkte seit 2014 als Schauspielerin in mehreren Filmen und Fernsehserien mit und trat auch in einigen Kurzfilmen und Werbespots auf. 2018 spielte sie in dem Film Sono Tornato eine Hauptrolle.

## Filmografie (Auswahl)
- 2016:  Cinecittà Babilonia – Sesso Droga e Camicie nere, Fernsehfilm, Regie Marco Spagnoli
- 2018: La Dottoressa Giò, Fernsehfilm, Regie Antonello Grimaldi
- 2018: Sono Tornato
- 2021 Alfredino – una storia italiana, Fernsehfilm, Regie Marco Pontecorvo